# Magnavox
 (novembre 2014).
Si vous disposez d'ouvrages ou d'articles de référence ou si vous connaissez des sites web de qualité traitant du thème abordé ici, merci de compléter l'article en donnant les références utiles à sa vérifiabilité et en les liant à la section « Notes et références ».

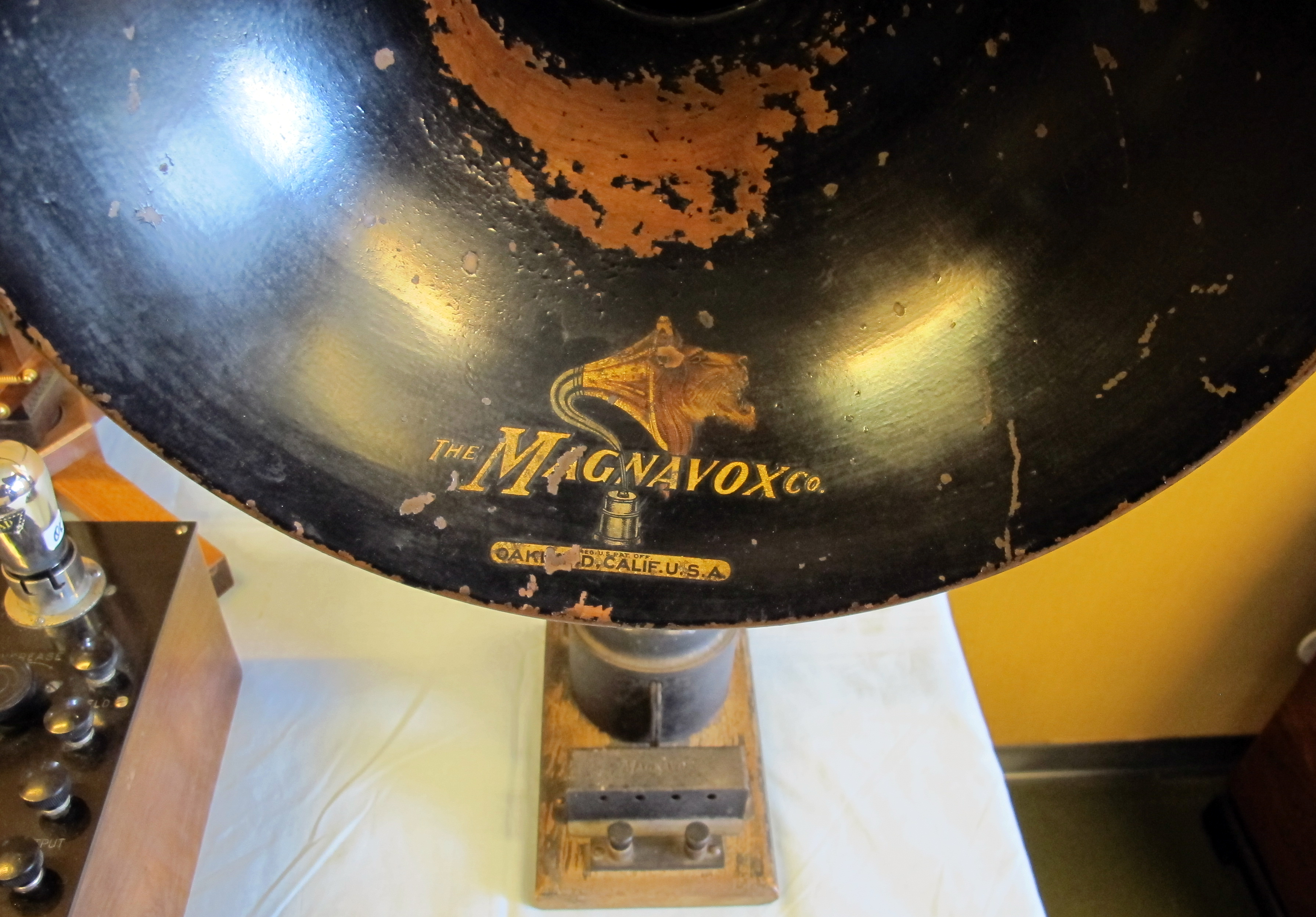
Magnavox

Magnavox est une société américaine d'électronique et de jeu vidéo, créée par Edwin Pridham et Peter Laurits Jensen en 1917. La société est connue pour avoir notamment conçu les consoles Odyssey et Odyssey².